# Laomedon von Mytilene
Laomedon (altgriechisch Λαομέδων Laomédōn), Sohn des Larichos, war ein makedonischer Feldherr Alexanders des Großen.
Laomedon war ein gebürtiger Grieche aus Mytilene, erhielt aber in Amphipolis von König Philipp II. das makedonische Bürgerrecht. Im Zusammenhang mit der „Pixodaros-Affäre“ im Jahr 336 v. Chr. begleitete er Alexander, zusammen mit seinem Bruder Erigyios, Nearchos, Ptolemaios und Harpalos, ins Exil und kehrte erst nach der Ermordung Philipps II. und dem Machtantritt Alexanders im selben Jahr an den Hof zurück.
Während des Asienfeldzuges erhielt Laomedon nach der Schlacht bei Issos 333 v. Chr. die Aufsicht über die Kriegsgefangenen. In Indien war er einer der Trierarchen der Indusflotte.
Nach dem Tod Alexanders 323 v. Chr. erhielt Laomedon vom Reichsregenten Perdikkas die Provinz Syrien als Satrapie überantwortet, die auch die strategisch wichtigen phoinikischen Seehäfen und Koilesyrien umfasste. Er wandte sich aber gegen die Autorität des Regenten, indem er Ptolemaios 322 v. Chr. bei der Umleitung des Leichenzugs Alexanders behilflich war. Auf der Konferenz von Triparadeisos 320 v. Chr. bekam er seine Provinz vom Regenten Antipater bestätigt.
Nach dem Tod Antipaters 319 v. Chr. geriet Laomedon mit Ptolemaios in Konflikt, der nach einer Invasion seines Generals Nikanor Syrien annektierte. Daraufhin schloss er sich in Karien dem geächteten Alketas an. Danach ist nichts mehr über ihn überliefert, vermutlich fiel er mit Alketas im Kampf gegen Antigonos Monophthalmos.